# Fredrik Ohlander
Fredrik Nils Ohlander (Kungsbacka, Suècia 11 de febrer de 1976) és un exjugador d'handbol suec, que va jugar en la posició de porter amb el FC Barcelona i el BM Granollers a la Lliga ASOBAL.
Ohlander va jugar 64 partit amb la selecció sueca. També va jugar a la lliga danesa d'handbol amb el KIF Kolding, en tres etapes diferents.